# Dune (computerspel)
Het computerspel Dune (1992), geproduceerd door Cryo Interactive voor Virgin Interactive, is vooral gebaseerd op het boek 'Duin' van Frank Herbert, maar wijkt op verschillende punten sterk af van het oorspronkelijke verhaal.
De speler neemt de rol van Paul Atreides, de zoon van Hertog Leto Atreides en Bene Gesserit vrouwe Jessica, op zich. De familie Atreides is door keizer Shaddam IV gezonden naar de woestijnplaneet Arrakis, ook bekend als Duin. Het droge Arrakis is de enige bekende plaats in het universum waar de waardevolle melange spice te vinden is. De familie Atreides moet de waardevolle melange voor de keizer verzamelen. De speler moet als Paul de Fremen (de vrijmans), de oorspronkelijke bewoners van Arrakis achter zich krijgen, om de melange te verzamelen en uiteindelijk voor hem te strijden tegen de tegenstanders van de familie, de monsterlijke Harkonnens.
Grafisch is het spel sterk gebaseerd op de film Dune van David Lynch uit 1984. Paul Atreides is bijvoorbeeld geanimeerd om te lijken op Kyle MacLachlan, die de rol vertolkte in deze film.
De audio-track door Stéphane Picq en Philip Ulrich werd door velen zeer gewaardeerd, en is door de producent Cryo uitgebracht op het nu uiterst zeldzame album Dune: Spice Opera.

## Verhaal
Het verhaal van het spel wijkt af van zowel de film als het boek. Belangrijke verhaalelementen uit zowel boek als film, zoals de aanval op het kasteel van de familie Atreides, en het Ruimtegilde ontbreken. Er ontbreken veel personages, en veel van de personages die wel in het spel voorkomen hebben een heel andere, veel meer ondersteunende, functie in het verhaal.
De familie Atreides is door de keizer naar Duin gestuurd om melange te verzamelen. Paul Atreides moet allereerst samen met Gurney Halleck een aantal groepen Fremen (Vrijmans, de oorspronkelijke bewoners van Duin) zo ver zien te krijgen om voor hem de melange te gaan delven. Omdat de Fremen in de streek rond het kasteel onderdrukt en vreselijk behandeld zijn door de Harkonnen, zijn ze blij met een vriendelijk alternatief, en snel geneigd tot medewerking. In het uiterste zuiden is men minder snel bereid tot steun. Om deze groepen Fremen toch over te halen gaat Paul in de woestijn in het westen op zoek naar de leider van de Fremen, Stilgar.
Stilgar herkent in Paul de uitverkorene uit de legenden van de Fremen, die hen naar onafhankelijkheid zal leiden, Muad'Dib. Vanaf dat moment zijn de Fremen bereid voor Paul Muad'Dib Atreides te vechten om de Harkonnens van Dune te verjagen. Gurney Halleck, de militaire instructeur van de familie Atreides onderwijst de Fremen in de vechtkunst.
Wanneer een nederzetting van de Fremen door de Baron Harkonnen, het hoofd van het Huis Harkonnen wordt verwoest, reageert hertog Leto ziedend van woede met een aanval op het paleis van de Harkonnen, waarbij hij zelf om het leven komt als de ornithopters worden neergehaald.
Stilgar vertelt Paul vervolgens dat de Fremen op zandwormen kunnen rijden. Deze zijn een veel minder makkelijk doelwit dan de ornithopters, en het is tijd om de aanval op de Harkonnen te beginnen. Vlak hierna vindt Stilgar dat het tijd is om Paul aan Chani, een vrouwelijke Fremen, en haar vader, de planetair ecoloog dr. Kynes te introduceren. Dr. Kynes droomt van vegetatie op Duin, en kweekt planten om deze droom te verwezenlijken. Paul krijgt een relatie met Chani, en het moraal onder de troepen gaat omhoog.
Maar dan verschijnt er plotseling een ziekte, die de Fremen troepen uitschakelt en moet de aanval op de Harkonnens gestaakt worden. Chani probeert de troepen te behandelen en wordt, terwijl ze hiermee bezig is, ontvoerd.
Hoewel het moraal een deuk oploopt gaat de aanval gestaag door, en het moraal stijgt weer wanneer de vegetatie op Duin verwezenlijkt wordt, en neemt enorme hoogte aan wanneer ook Chani gered wordt uit een fort van de Harkonnens.
Wanneer alle vestigingen van de Harkonnens behalve het paleis zijn overgenomen, blijkt dat de keizer de Harkonnens steunde om van de te machtige familie Atreides af te komen. De Fremen nemen het paleis over, de keizer wordt ontmaskerd en afgezet, en Paul neemt de keizerlijke troon over.

## Gameplay
Er zijn twee belangrijke gameplay onderdelen in het spel Dune. Het eerste is een adventure-element. Er moeten locaties bezocht worden en gesprekken gevoerd om de plot te ontwikkelen. Daarnaast is er een strategisch element. Op de kaart van Dune (Dune Map) kunnen de troepen van de Fremen verplaatst worden naar de verschillende Fremen-nederzettingen en vestingen van de Harkonnens. De manoeuvres op deze kaart bepalen hoe de strijd tegen de Harkonnens zich ontwikkelt.
Gedurende het spel ontwikkelt Paul zich, waarmee hij meer en meer invulling geeft aan de legende:
- Zijn ogen worden Blauw
- Hij beheerst Telekinese (over steeds groter worden de afstand)
- Hij leert rijden op een Zandworm.

Deze ontwikkelingen vinden autonoom plaats, zonder dat de gebruiker hier keuzes in moet maken.
Belangrijkste doelen die bereikt moeten worden:
1. Ontdekken van Fremen nederzettingen
2. Overtuigen van Fremen leiders om voor hem te werken
3. Vinden van Prospectors om zo nieuwe gebieden te onderzoeken op spice gehalte
4. Vinden / aanschaffen van nieuwe hulpmiddelen, om het doel te bereiken
5. Trainen van Soldaat - fremen
6. Aanvallen van kleinere Harkonnen burchten
7. Ontwikkelen van Ecologie
8. Voldoende troepen en wapens regelen om het paleis van Harkonnen aan te vallen.
9. Aanvallen van Harkonnen paleis.

## Personages
De Fremen vormen de troepen waardoor het spel zich verder ontwikkelt:
- Spice miners - specialisten in het ontginnen van Spice-Melange
- Prospectors - een groep Spice miners die onbekende gronden analyseren op Melange hoeveelheden.
- Soldiers - een groep Fremen die zich specialiseert in krijgskunst en waarmee de strijd met de Harkonnens gevoerd wordt
- Ecologists - een groep Fremen die getraind worden in het omvormen van het droge land in vruchtbare grond.

De volgende (benoemde) karakters spelen een rol in het spel (noot: de rol in het spel is vaak zeer beperkt dan wel minder uitgewerkt dan in het boek):
Aangekomen op Arrakis:
- Paul Atreides / Muad'dib - Hoofdrol, legende die de Fremen zal bevrijden
- Hertog Leto Atreides - Vader van Paul Atreides. Initieert de eerste opdrachten van het verhaal. Overlijdt gedurende het spel
- Jessica Atreides - Moeder van Paul Atreides. Adviseert Paul op het gebied van zijn 'bijzondere gaven' (o.a. Telekinese)
- Duncan Idaho - Adviseur van de familie Atreides. Zijn rol in het spel is vooral om Paul te waarschuwen op tijd Spice naar de Keizer te sturen
- Thufir Hawat - Militair adviseur van de Atreides. Zijn rol in het spel is het leveren van strategisch advies (bijv. wapens)
- Gurney Halleck - Vertrouwenspersoon - soldaat. Zijn rol is het trainen van Fremen om Soldaat te worden.

Bewoners van Arrakis:
- Stilgar - Leider van de Fremen, begeleidt Paul door hem de geheimen van zijn volk te tonen. Overtuigd zijn volk te vechten voor Paul
- Chani - Dochter van Liet Kynes, en Pauls vriendin gedurende het spel.
- Liet Kynes - Ecologist. Heeft de mogelijkheid ontwikkeld om planten op Arrakis te ontwikkelen en start daarmee het vegetatieproject. (in het spel is dit voor motivatie van de andere Fremen)
- Zandworm - Bijrol in het spel. De zandworm is in het begin een gevaar omdat daardoor Ontginners worden aangevallen. Later leert Paul rijden op een zandworm. Dit is vooral voor de motivatie van de Fremen belangrijk.

Harkonnen. De Harkonnen zelf spelen in het spel geen actieve rol, maar berichten wel over gevallen nederzettingen en uiten dreigementen.
- Feyd Rautha Harkonnen - Zoon van Baron Harkonnen.
- Baron Vladimir Harkonnen

Keizer 'The Emperor' - Speelt gedurende het gehele spel een beperkte rol, namelijk alleen het vragen om 'Spice' leveringen. Aan het einde van het spel blijkt hij samengewerkt te hebben met de Harkonnen. Noot: sluit wel aan bij het boek, maar voegt in het spel eigenlijk niets toe.

## Hulpmiddelen
- Ornithopter - Vliegtuig in de vorm van een Libelle. Kan gebruikt worden om snel van de ene naar de andere locatie te vliegen, nieuwe nederzettingen te ontdekken en Spice Ontginners (Harvesters) te beschermen tegen worm-aanvallen.
- Spice Ontginners (Harvesters) - Machine om geautomatiseerd Spice te ontginnen. Hierdoor stijgt de productie van Spice drastisch
- Krys Knives - Traditionele Fremen messen
- Laser Guns
- Wierding modules
- Atomics
- Water
- Plantenbollen

## Platforms
| Jaar | Platform   |
| ---- | ---------- |
| 1992 | Amiga, DOS |
| 1993 | SEGA CD    |

## Ontvangst
| Beoordeeld door                      | Platform | Datum         | Score |
| ------------------------------------ | -------- | ------------- | ----- |
| Génération 4                         | DOS      | maart 1992    | 96%   |
| Joystick (Frans)                     | DOS      | april 1992    | 96%   |
| ASM (Aktueller Software Markt)       | DOS      | juni 1992     | 92%   |
| Amiga Action                         | Amiga    | juli 1992     | 87%   |
| Joker Verlag präsentiert: Sonderheft | DOS      | 1993          | 82%   |
| Legendra                             | SEGA CD  | 23 april 2003 | 70%   |
| Game Players                         | SEGA CD  | februari 1994 | 65%   |
| PC-Spiele '93                        | DOS      | 1992          | 60%   |
| PC Player (Duitsland)                | DOS      | mei 1993      | 57%   |
| Power Play                           | DOS      | juni 1992     | 38%   |

## AndereDune-spellen
Cryo heeft in 2001 een nieuw Dune-spel uitgegeven: Frank Herbert's Dune. Het spel was geen succes, noch bij de critici, noch bij de verkoop. Dit leidde mede tot het einde van het bedrijf Cryo Interactive.
Ook Westwood, bekend van de Command & Conquer-reeks, heeft onder de naam Dune een aantal spellen gemaakt. In Dune II: The Building of a Dynasty richtten zij zich volledig op het uitwerken van het strategische element uit het eerste spel van Cryo. Dune II wordt niet gezien als een vervolg op Cryo's Dune, omdat zowel de game-play als de verhaallijn afwijkt.
Dune II wordt gezien als de grondlegger van het RTS (real-time strategy)-genre. Het was een groot succes, en daarom werden er twee vervolgen gemaakt: Dune 2000 (dat min of meer een remake van Dune II is) en Emperor: Battle for Dune.